# Санмихају де Кампије (Бистрица-Насауд)
Санмихају де Кампије (рум. Sânmihaiu de Câmpie) насеље је у Румунији у округу Бистрица-Насауд у општини Санмихају де Кампије. Oпштина се налази на надморској висини од 334 m.

## Становништво
Према подацима из 2011. године у насељу је живело 748 становника.